# ウルグアイ関係の記事の一覧
ウルグアイ関係記事の一覧（ウルグアイかんけいきじのいちらん）はウルグアイに関連する記事を50音順に列挙したものである。
- ウルグアイ出身者の一覧については、ウルグアイ人の一覧を参照されたい。
- ウルグアイの都市の一覧については、ウルグアイの都市の一覧を参照されたい。

## あ行
- アーク・ロイヤル (たばこ)
- アサード
- アフリカ系ウルグアイ人
- アルティガス
- アルティガス県
- アルティガスの旗
- ウルグアイ
- ウルグアイ川
- ウルグアイ海軍
- ウルグアイ海軍艦艇一覧
- ウルグアイ共産党
- ウルグアイ空軍
- ウルグアイ空軍機571便遭難事故
- ウルグアイサッカー協会
- ウルグアイ人
- ウルグアイ・タンゴ
- ウルグアイの音楽
- ウルグアイの軍事
- ウルグアイの原子力
- ウルグアイの国章
- ウルグアイの国歌
- ウルグアイの国旗
- ウルグアイのサッカー選手一覧
- ウルグアイの宗教
- ウルグアイの世界遺産
- ウルグアイの大統領
- ウルグアイの地方行政区画
- ウルグアイの歴史
- ウルグアイ文学
- ウルグアイ・ペソ
- ウルグアイポルトガル語
- ウルグアイ・ラウンド
- ウルグアイ陸軍
- ウルグアヤン・インベイジョン
- エスタディオ・グラン・パルケ・セントラル
- エスタディオ・センテナリオ
- オリンピックのウルグアイ選手団

## か行
- ガウチョ
- 拡大戦線 (ウルグアイ)
- カネローネス
- カネロネス県
- カルピンチョ
- カラスコ国際空港
- カンドンベ
- クアライ川
- グアラニー族
- クルブ・プラサ・デ・デポルテス・コロニア
- 五月の太陽
- 国民党 (ウルグアイ)
- コロニア県
- コロニア・デル・サクラメント
- コロラド党 (ウルグアイ)

## さ行
- サルト (ウルグアイ)
- サルト県 (ウルグアイ)
- 三国同盟戦争
- サン・ホセ県
- シスプラチナ州
- シスプラティーナ戦争
- ジャグアラン川
- スペイン語
- セグンダ・ディビシオン・プロフェシオナル
- セロ・ラルゴ県
- セロ・ラルゴFC
- セントラル・エスパニョールFC
- ソリアノ県

## た行
- 大戦争
- タクアレンボー
- ダヌービオFC
- タンゴ
- チビート
- チャルーア族
- ツパマロス
- デフェンソール・スポルティング
- デポルティーボ・マルドナド
- 東方州
- ドゥラスノ
- ドゥラスノ県
- ドゥラスノFC
- トレインタ・イ・トレス
- トレインタ・イ・トレス県

## な行
- ナシオナル・モンテビデオ
- 日系ウルグアイ人
- ネグロ川 (ウルグアイ)

## は行
- パイサンドゥー
- パイサンドゥ県
- バスケットボールウルグアイ代表
- バレーボールウルグアイ男子代表
- バンダ・オリエンタル
- パンパ
- パンペロ
- プリメーラ・ディビシオン (ウルグアイ)
- フロリダ (ウルグアイ)
- フロリダ県
- フロレス県
- プンタ・デル・エステ

## ま行
- マテ茶
- マラカナンの悲劇
- マルドナド県
- ミナス
- メリン湖
- モンテビデオ - 首都
- モンテビデオ県
- モンテビデオ条約
- モンテビデオ条約 (1933年)
- モンテビデオ・ワンダラーズFC

## ら行
- ラグビーウルグアイ代表
- ラシン・クルブ・デ・モンテビデオ
- ラバジェハ県
- ラプラタ川
- リオ・ネグロ県
- リオプラテンセ・スペイン語
- リベラ (ウルグアイ)
- リベラ県
- リベルプールFC
- ロチャ
- ロチャ県
- ロチャFC

## A-Z
- CAアテナス
- CAセロ
- CAフェニックス
- CAプログレッソ
- CAベジャ・ビスタ
- CAリーベル・プレート (ウルグアイ)
- CAレンティスタス
- CAペニャロール
- CSミラマール・ミシオネス
- ISO 3166-2:UY
- MERCOSUR
- TAMU
- .uy

## 0-9
- 1980 ムンディアリート
- 2008-2009 プリメーラ・ディビシオン (ウルグアイ)
- 2009-2010 プリメーラ・ディビシオン (ウルグアイ)
- 33人の東方人
- 33人の東方人の旗